# Orquesta Sinfónica de Baltimore
La Orquesta Sinfónica de Baltimore (en inglés: Baltimore Symphony Orchestra, abreviada como BSO) es una agrupación orquestal estadounidense con sede en Baltimore, Maryland, que fue fundada en 1916. Su sala de conciertos habitual es el Joseph Meyerhoff Symphony Hall. Marin Alsop es su director musical desde 2007. 
Originalmente era propiedad del municipio hasta que en 1942 se convirtió en un organismo privado. 

## Directores
- Gustav Strube (1917-1930)
- George Siemonn (1930-1935)
- Ernest Schelling (1935-1937)
- Werner Janssen (1937-1939)
- Howard Barlow (1939-1942)
- Reginald Stewart (1942-1952)
- Massimo Freccia (1952-1959)
- Peter Herman Adler (1959-1968)
- Sergiu Comissiona (1969-1984)
- David Zinman (1985-1998)
- Yuri Temirkánov (1999-2006)
- Marin Alsop (2007- )

## Discografía selecta
- 1980 – Respighi: Feste romane; Pini di Roma (Vanguard)
- 1981 – Saint-Saëns: Sinfonía n.º 3 Op. 78 "Organ" (Silverline)
- 1982 – Ravel: Alborada del gracioso; Rapsodie espagnole; Concierto para piano para la mano izquierda. Leon Fleisher, piano (Vanguard)
- 1984 – Brahms (orq. Schoenberg): Cuarteto para piano, voz y cuerda n.º 1 Op. 25 (Vox)
- 1988 – Berlioz: Obertura Benvenuto Cellini Op. 23; “Love Scene” de Romeo y Julieta; “Minuet of the Will-o’-the-Wisps”; “Dance of the Sylphs” & “Rakóczy March” de La condenación de Fausto; Le Corsaire Obertura; “Trojan March” & “Royal Hunt and Storm” de Los troyanos. Sylvia McNair, soprano; Richard Leech, tenor; Boys de the Choir of St. Michael and All Angels; Boys de the Choir of St. David’s Episcopal Church; Baltimore Symphony Chorus (Telarc)
- 1989 – Elgar: Cockaigne Concert Obertura Op. 40; “In London Town”; Variaciones Enigma; Serenata para cuerda, Salut d’Amour, “Love’s Greeting” (Telarc)
- 1989++ – Barber: Concierto para violonchelo y orquesta Op. 22; Britten: Sinfonía para violonchelo y orquesta Op. 68. Yo-Yo Ma, violonchelo (Sony Classical)
- 1990 – Chaikovski: Concierto para piano n.º 1 Op. 23; Rajmáninov: Rapsodia sobre un tema de Paganini Op. 43. Horacio Gutiérrez, piano (Telarc)
- 1990 – Chaikovski: Sinfonía n.º 4 Op. 36; Romeo y Julieta Obertura-Fantasy (Telarc)
- 1990 – Schumann: Sinfonía n.º 1 Op. 38 “Primavera”; Sinfonía n.º 4 Op. 120 (Telarc)
- 1991 – Schumann: Sinfonía n.º 2 Op. 61; Sinfonía n.º 3 Op. 97 “Renana” (Telarc)
- 1991 – Berlioz: Roman Carnival Obertura Op. 9; Les Francs-Juges Obertura Op. 3; Symphonie fantastique Op. 14 (Telarc)
- 1991 – Britten: Diversiones para piano para la mano izquierda y orquesta; Laderman: Concierto para orquesta. Leon Fleisher, piano (Phoenix USA)
- 1991 – Stravinsky: The Firebird Suite (1919 version); Petrushka (1947 version); Fireworks Op. 4 (Telarc)
- 1991 – Michael Torke: Green; Purple; Ecstatic Orange; Ash; Bright Blue Music (Argo/London)
- 1992 – Rajmáninov: Sinfonía n.º 2 Op. 27; “Vocalise” op. 34, n.º 14 de Fourteen Songs. Sylvia McNair, soprano (Telarc)
- 1992 – Barber: Adagio para cuerdas; Obertura The School for Scandal Op. 5; First Essay for Orchestra Op. 12; Music for a Scene de Shelley Op. 7; Second Essay for Orchestra Op. 17; Sinfonía n.º 1 Op. 9 (Argo/London)
- 1992 – Elgar: Sinfonía n.º 1 Op. 55; Pompa y circunstancia Marchas militares n.º 1 & 2 Op. 39 (Telarc)
- 1992 – Christopher Rouse: Sinfonía n.º 1; Phantasmata (Nonesuch)
- 1994 – Rajmáninov: Sinfonía n.º 3 Op. 44; Danzas sinfónicas Op. 45 (Telarc)
- 1994 – Copland: Rodeo; El salón México; Danzón cubano; Billy the Kid (Argo/London)
- 1994 – Albert: Concierto para violonchelo; Bartók: Concierto para viola; Bloch: Hebraic Rhapsody for Cello and Orchestra, “Schelomo”. Yo-Yo Ma (Sony Classical) Ganador de dos premios Grammy en 1995.
- 1995 – Glinka: Obertura de Ruslán y Liudmila; Ippolitov-Ivanov: Caucasian Sketches Op. 10; Rimsky-Korsakov: Obertura de la gran Pascua rusa Op. 36; Chaikovski: Francesca da Rimini Op. 32 & “Polonaise” de Eugene Onegin (Telarc)
- 1995 – Bernstein: “Mambo” de West Side Story; John Adams: The Chairman Dances; Aaron Jay Kernis: New Era Dance; David Schiff: Stomp; Libby Larsen: Collage-Boogie; John Harbison: Remembering Gatsby; Michael Torke: Charcoal; Robert Moran: Points of Departure; Dominick Argento: “Tango” de The Dream of Valentin; Michael Daugherty: Desi; Christopher Rouse: Bonham (Decca)
- 1996 – Michael Daugherty: Metropolis Symphony, Bizarro (Argo/London)
- 1997 – Gershwin: Concierto en fa mayor; Ravel: Concierto para piano en sol mayor. Hélène Grimaud, piano (Erato)
- 1997 – Barber: Concierto para violín; Bloch: Baal Shem; Walton: Concierto para violín. Joshua Bell, violín(Argo/London) Nominado al Grammy en 1998.
- 1997 – Bernstein: Candide Obertura, “Symphonic Dances” de West Side Story; Fancy Free, Facsimile (Argo/London)
- 1998 – John Tavener: The Protecting Veil; Wake Up…and Die. Yo-Yo Ma (Sony Classical)
- 1999 – Beethoven: Concierto para violín Op. 61; Serenata para violín, cuerdas, arpa y percusión. Hilary Hahn, violín (Sony Classical) Nominado al Grammy en 2000.
- 2000 – Adolphus Hailstork: Intrada; Done Made My Vow;  An American Fanfare; I Will Lift Up Mine Eyes (NPR /BSO)
- 2004 – Ives: They are there!; Three Places in New England; Holidays. Baltimore Symphony Chorus (Decca)
- 2007 – Stravinsky: La consagración de la primavera (iTunes)
- 2007 – John Corigliano: Concierto para violín "The Red Violin". Joshua Bell, violín (Sony Classical)
- 2008 – Dvořák: Sinfonía n.º 9 Op. 95 “Del Nuevo Mundo”; Variaciones sinfónicas Op. 78 (Naxos)
- 2009 – Bernstein: Mass; A Theatre Piece for Singers, Players and Dancers (Naxos) Nominado al Grammy en 2010.
- 2009 – Mark O’Connor: Americana Symphony; Variations on Appalachia Waltz (OMAC Records)
- 2010 – Dvořák: Sinfonía n.º 6 Op. 60; Nocturno Op. 40; Scherzo capriccioso Op. 66 (Naxos)
- 2010 – Dvořák: Sinfonía n.º 7 Op. 70; Sinfonía n.º 8 Op. 88 (Naxos)
- 2010 – Gershwin: Rhapsody in Blue; Concierto en fa mayor. Jean-Yves Thibaudet, piano (Decca)
- 2012 – Bartók: Música para cuerda, percusión y celesta; Concierto para orquesta (Naxos)
- 2012 – Mahler: Sinfonía n.º 1 “Titán” (Naxos)